# Claire Born
Claire Born (Bayreuth, 17 de febrer de 1898 - Viena, 18 de desembre de 1965) fou una soprano alemanya.
Es va formar com a cantant a Viena. A l’Òpera Estatal de Viena, va sobresortir en papers lírics com els de Les noces de Figaro, Der Freischütz, Die Zauberflöte, Die Fledermaus i Götterdämmerung. El 1924 va actuar al Festival de Bayreuth, interpretant a Götterdämmerung i Die Meistersinger. Entre 1922 i 1927, va participar regularment al Festival de Salzburg. El 1929, després de la mort de la soprano Meta Seinemeyer, va assumir el seu lloc al Semperoper. També va formar part de l’estrena mundial de l’òpera Cardillac de Paul Hindemith el 9 de setembre de 1926. Amb l’ascens dels nazis i les dificultats polítiques a Alemanya el 1933, es va traslladar a Londres.
La temporada 1927-1928 va cantar El cavaller de la rosa al Gran Teatre del Liceu de Barcelona.